# Vand'Œuvre
Vand'Œuvre est le label discographique du CCAM (Centre Culturel André Malraux) de Vandœuvre-lès-Nancy. Le projet musical de Vand'Œuvre est de mettre en mémoire les événements musicaux produits par le CCAM et notamment ceux du festival Musique Action. Le premier disque du label sort en 1985.
En 2008 sort Défrichage sonore, un livre d'entretien autour du festival Musique Action par Henri Jules Julien aux éditions Le Mot et le Reste.

## Catalogue du label
- 1985: Musique Action Internationale 85 compilation - vdo 8501
- 1988: La Nuit Des Solos compilation - vdo 8802
- 1989: Concert Public de Daunik Lazro, Lê Quan Ninh et Michel Doneda - vdo 8903
- 1993: Musique's Action compilation - vdo 9304
- 1993: Ciguri du groupe Nomad - vdo 9305
- 1993: Tourneries de Dominique Regef - vdo 9306
- 1994: Berthet - Le Junter de Pierre Berthet et Frédéric Le Junter - vdo 9407
- 1995: Musique's Action 2 compilation - vdo 9508
- 1995: Taïra/Leroux/Birkenkötter/Kurtág/Giner Ensemble SIC - vdo 9509
- 1996: Mc Phee/Parker/Lazro de Joe McPhee, Evan Parker et Daunik Lazro - vdo 9610
- 1996: Achiary/Carter/Holmes de Beñat Achiary, Kent Carter et David Holmes - vdo 9611
- 1997: La peau des anges d'Annick Nozati - vdo 9712
- 1998: Arrêts Fréquents de l'Ensemble Aleph - vdo 9813
- 1998: Les diseurs de musique de Serge Pey, Michel Doneda, Daunik Lazro et Lê Quan Ninh - vdo 9814
- 1999: Slide de Dominique Grimaud - vdo 9915
- 1999: Obscurités de Jean-Christophe Feldhandler - vdo 9916
- 1999: Le festival de l'eau de Camel Zekri - vdo 9917
- 2000: Quatuor Hêlios d'Isabelle Berteletti, Florent Haladjian, Jean-Christophe Feldhandler et Lê Quan Ninh - vdo 0018
- 2000: Solo de Sophie Agnel - vdo 0019
- 2000: Body Parts de Nick Didkovsky et Guigou Cheneviervdo - vdo 0020
- 2001: MXCT de Martin Tétreault et Xavier Charles - vdo 0121
- 2002: Le petit bruit d'à côté du cœur du monde de Kristoff K.Roll - vdo 0222
- 2002: &UN d'Olivier Benoit et Jean-Luc Guionnet - vdo 0223
- 2002: Musique Action #3 compilation - vdo 0224
- 2003: Les buveurs de brume d'Hervé Diasnas - vdo 0325
- 2004: Tingel Tangel / Jactations de Georges Aperghis - vdo 0426
- 2004: Latitude 13°37 - Longitude 85°49 de Wiwili (Hervé Gudin, Jean-Sébastien Mariage, Michel Deltruc et Xavier Charles) - vdo 0427
- 2005: Musiques du baron perché de la Cie Les Chiffonières - vdo 0528
- 2005: Aérolithes de Daunik Lazro, Michel Doneda, Laurent Hoevenaers et Michael Nick - vdo 0529
- 2006: Stranger in paradigm de Pascal Comelade - vdo 0630
- 2006: Rekmazladzep de Daunik Lazro, Thierry Madiot, Dominique Répécaud et Camel Zekri - vdo 0631
- 2007: Jeanne de Ghédalia Tazartès - vdo 0732
- 2011: Murmures de Les 1000 Cris - vdo 1133
- 2012: Filiamotsa Soufflant Rhodes - vdo 1234
- 2012: Musique Action #04 compilation - vdo 1235
- 2012: Wreckhouse de Filiamotsa Soufflant Rhodes - vdo 1236
- 2013: Madame D de Claude Beorgel - vdo 1337
- 2013: Bouge d'Isabelle Duthoit, Johannes Bauer, Luc Ex - vdo 1338
- 2013: Baise En Ville de Jean-Sébastien Mariage et Natacha Muslera - vdo 1339
- 2014: Fred Frith / Michel Doneda - vdo 1440
- 2015: Aplomb de Michel Doneda et Lê Quan Ninh - vdo 1541